# Ōhara (Okayama)
Ōhara (japanisch 大原町 Ōhara-chō, deutsch ‚Stadt Ōhara‘, englisch Ohara Town/Town of Ohara) war eine Stadt im Landkreis Aida der japanischen Präfektur Okayama (historisch Provinz Mimasaka). 2005 fusionierte sie mit fünf weiteren Gemeinden zur kreisfreien Stadt Mimasaka.
Ōhara liegt im äußersten Nordosten der Präfektur Okayama und grenzte an die Präfektur Hyōgo. Die beiden wichtigsten Flüsse sind der Yoshii und der Yoshino, ein Nebenfluss des Yoshii. Die Gesamtfläche von Ōhara betrug 54,48 km². 2003 hatte die Stadt eine Bevölkerung von 4.630 Personen und eine Bevölkerungsdichte von 84,99 Personen pro km².

## Geschichte
Ōhara bestand seit der Einteilung der Präfekturen in die heutigen Gemeindeformen 1889, anfangs als Dorf Ōhara (大原村). 1922 wurde es zur Stadt Ōhara. 1954 fusionierte diese mit drei weiteren Gemeinden, den Dörfern Sanomo, Ōno und Ōyoshi zu einer neuen Stadt Ōhara.
Am 31. März 2005 wurde Ōhara zusammen mit den Städten Mimasaka, Aida und Sakutō, dem Dorf Higashiawakura (alle aus dem Bezirk Aida) und der Stadt Katsuta (aus dem Bezirk Katsuta) zur kreisfreien Stadt Mimasaka zusammengelegt.

## Sehenswürdigkeiten

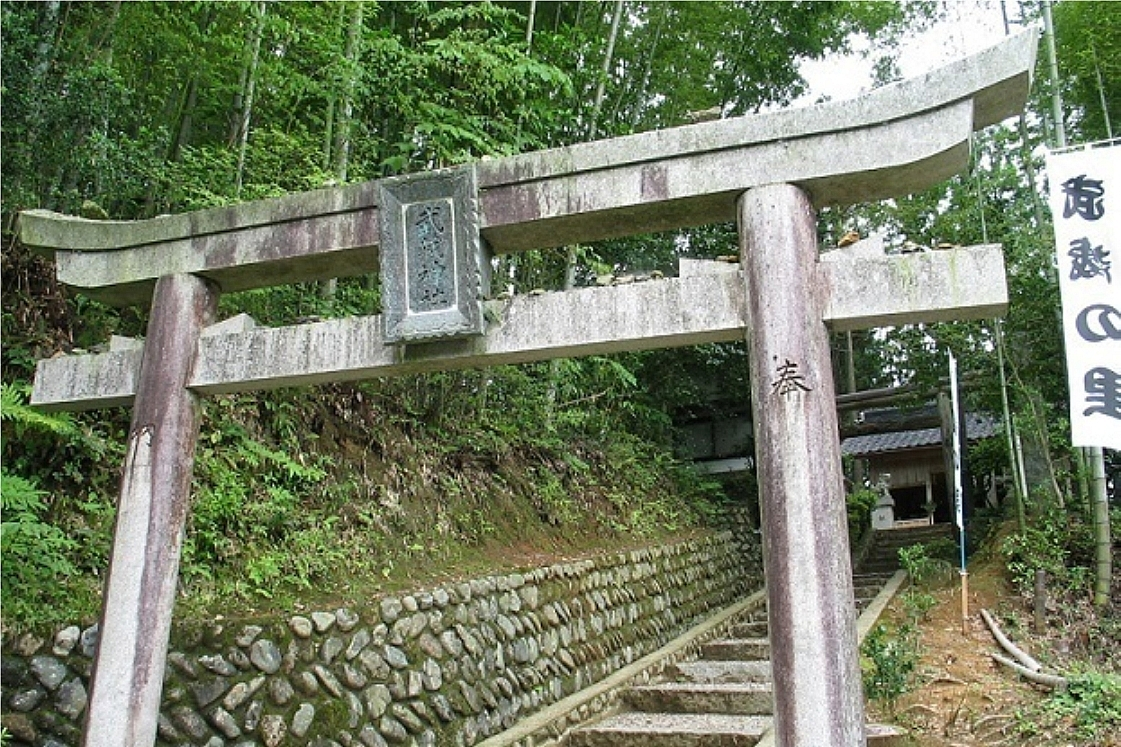
Miyamoto-Musashi-Tempel

Miyamoto-Musashi-Budōkan hat seinen Sitz in Ōhara. Die Einweihung fand in Anwesenheit vieler japanischer Beamter statt, darunter Sensei Tadashi Chihara, Bürgermeister von Ōhara Fukuda Yoshiaki.
In Ōhara wurde der Samurai Miyamoto Musashi geboren, für den auch ein Museum eingerichtet wurde.
In Ōhara gibt es außerdem den Sanomo-Schrein (讃甘神社 Sanomo jinja).

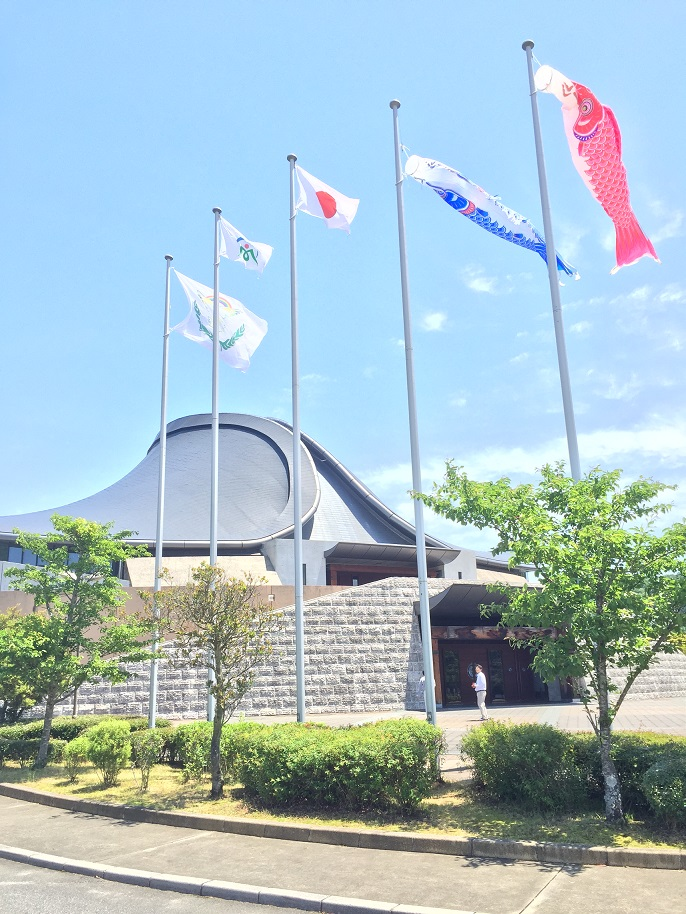
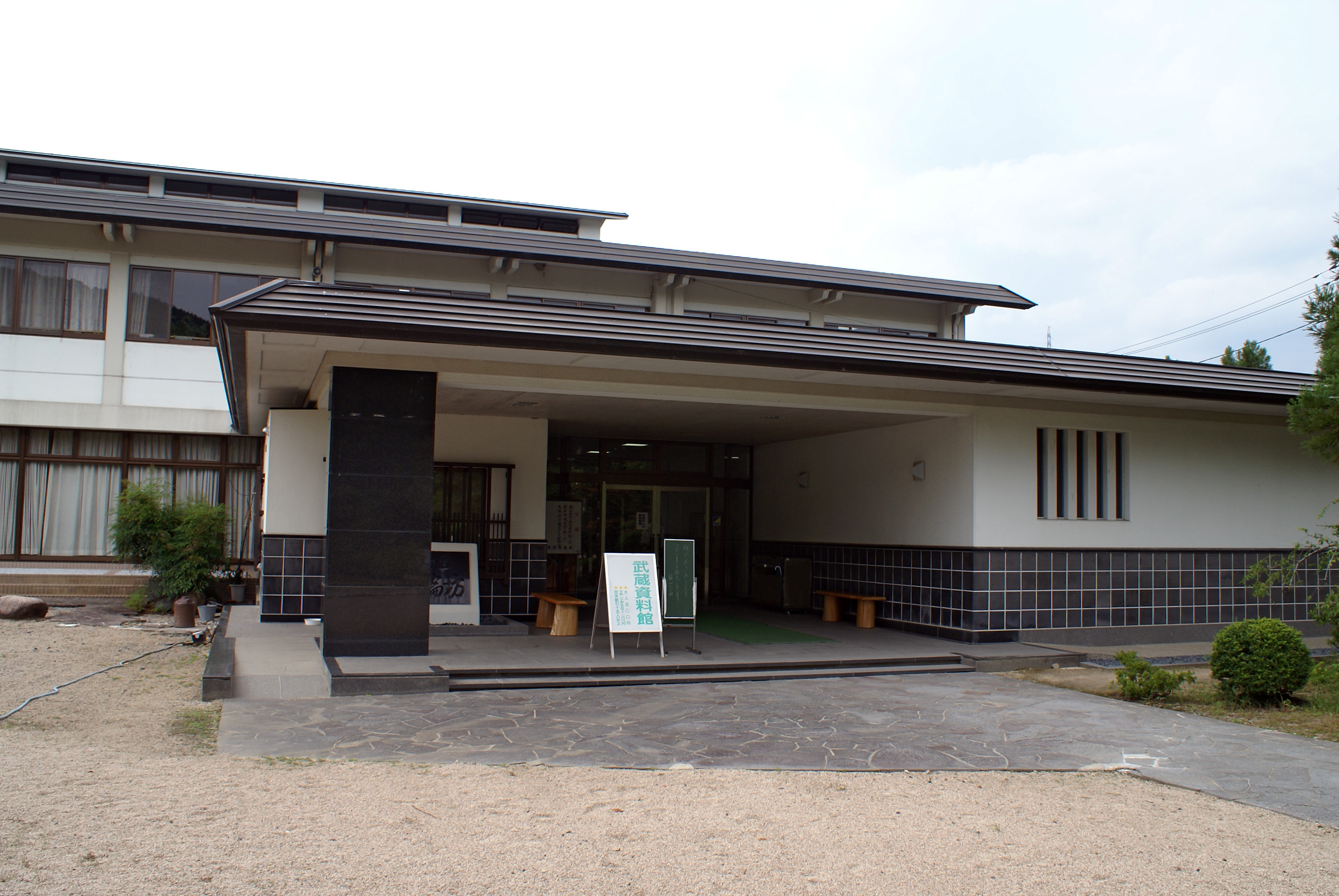

## Angrenzende Städte und Gemeinden
Bei Auflösung:
- Präfektur Okayama (Okayama-ken)
  - Kreis Aida (Aida-gun)
    - Stadt Sakutō (Sakutō-chō; heute Mimasaka-shi)
    - Dorf West-Awakura (Nishi-Awakura-son)
    - Dorf Ost-Awakura (Higashi-Awakura-son; heute Mimasaka-shi)

  - Kreis Katsuta (Katsuta-gun)
    - Stadt Katsuta (Katsuta-chō; heute Mimasaka-shi)
- Präfektur Hyōgo (Hyōgo-ken)
  - Kreis Sayō (Sayō-gun)
    - Stadt Sayō (Sayō-chō)

## Städtepartnerschaften
- Gleizé, Frankreich, ab 1999